# 橋田正人
橋田 正人（はしだ まさひと）は日本のパーカッション奏者、音楽プロデューサー、ドラムサークル・ファシリテーター。
日本で最初の本格的なサルサ・バンドとされるオルケスタ・デル・ソルの創始者。
1970年代以降、ペッカーの通称で多数のレコーディングに参加し、後には橋田"ペッカー"正人、ペッカー橋田などと名乗って活動している。

## 経歴
1970年、プロのミュージシャンとしての活動を始める。
1977年にアメリカ合衆国へ渡り、ブラックミュージック、ラテン音楽系のミュージシャンたちとセッションを重ねる。
1978年、日本で最初の本格的なサルサ・バンドとされるオルケスタ・デル・ソルを結成し、1981年には最初のレコード『レインボー・ラヴ』を発表した。
1980年には、ジャマイカでソロ・アルバムをレコーディングし、『ペッカー・パワー』と題してリリースした。また、10インチ・レコードの企画盤『インスタント・ラスタ』を発表した。
活動開始以来、松任谷由実、松田聖子など多数のレコーディングにスタジオ・ミュージシャンとして参加し、総数は25,000曲以上に達する。
他方では、テレビCMのナレーションも数多く手がけている。
2000年頃からドラムサークルの普及に取り組み、2004年にはドラムサークルファシリテーター協会(DCFA)を設立して、初代理事長となった。2020年、DCFAは一般社団法人ドラムサークルファシリテーター協会となり、2022年に名誉会長及びオフィシャルアドバイザーに就任。
2011年、東日本大震災の被災地支援を目的として、特定非営利活動法人楽器で笑顔基金を設立し、理事長となる。

## 著書
- 橋田“ペッカー”正人、金井壽宏、加藤恭子『元気なチームは「リズム」で作る～「調子」に乗れる組織の育て方～』ヤマハミュージックエンタテインメントホールディングス（原著2022年10月28日）。ISBN 978-4636973570。 NCID BC17298812。

### インタビューなど
- 一期一会の音楽を生み出すガイド役／ドラムサークルファシリテーターの仕事（前編） - Web音遊人

### 音楽配信
- ペッカー - mora
- ペッカー、吉田美奈子 - mora
- Pecker Power - YouTube Music プレイリスト
- Rasta Instantane - YouTube Music プレイリスト
- Pecker - Spotify
- 橋田正人 - Apple Music